# 경상북도교육청 구미도서관
경상북도교육청 구미도서관은 경상북도 구미시 소재의 도서관이다. 1986년 4월 26일에 개관하였다.

## 연혁
- 1985.04.20 경상북도립구미도서관 설치조례 공포(조례 제1508호)
- 1986.04.10 청사 준공
- 1986.04.26 개관
- 1989.03.27 향토자료실 개실
- 1990.03.01 특수자료실 개실
- 1991 자료실 완전개가제 실시
- 1991 가족열람실 개실
- 1995 컴퓨터교실 개실
- 1996 일반자료실 확장(299m² → 483m²), 열람실 확장(159m² 증축)
- 1996.10.01 사랑의 책 배달 실시
- 1996.11.28~30 제1회 문화교실 회원 작품전시회 개최
- 1998.03.06 문화학교 지정(한국문화학교)
- 1998.07.02 전자자료실 개실
- 1998.09.01 제1회 독후감상문 공모
- 1998.12.11 우수문화학교 표창(문화관광부 장관)
- 1999.04.07 지역중심 평생학습관 지정
- 2000.02.29 전자자료실 확장, LAN설치(향토자료실 폐실, 각층 로비로 향토자료 전시장 이동)
- 2000.12.26 도서관소식 창간호 발간
- 2001.04.26 보존서고 설치(150m², 30,000권 보존 공간)
- 2001.09.12 제1회 동화구연대회 개최
- 2001.09.19 제1회 어린이백일장대회 개최
- 2001.11.29 제4회 문화기반시설 도서관 부문 장려상 수상
- 2002.05.15 국회도서관 원문 DB활용 협정
- 2003.11.20~23 제1회 구미지구 평생학습축제 개최
- 2003.11.25 제6회 문화기반시설 도서관부문 장려상 수상
- 2004.03.26 한국 도서관상 수상
- 2004.10.07 도서관보상금 약정서 체결(한국복사전송권관리센터)
- 2005.12.06 가족열람실 환경개선(서가 · 열람탁자 교체, 전기온돌 시설)
- 2005.12.15 문자(SMS) 서비스 실시
- 2006.01.27 금오청소년독서회 조직
- 2007.09.12~13 제1회 대한민국 도서관 축제 참가
- 2008.07.01 제12대 이수옥 관장 취임
- 2008.07.01~ 북스타트운동 전개
- 2008.11.06~08 2008 구미지구 평생학습축제 개최
- 2008.12.23 직속기관 평가 우수상 수상
- 2009.02.04 구미권역학교도서관지원센터 설치ㆍ운영
- 2009.10.06 독도체험관 개관
- 2009.10.23 좋은 학부모 교실 운영
- 2010.06.25 RFID 시스템 구축
- 2010.07.01 제13대 이재명 관장 취임
- 2011.08.22 청사 증축 및 보수 공사 준공
- 2011.09.07 2011년 직속기관평가 종합 2위
- 2011.09.30 이용규정 개정 대출권수 변경(3권→5권)
- 2011.10.14 자료관리규정 제정: KDC5판 적용
- 2012.01.01 제14대 이수옥 관장 취임
- 2012.10.07 제3회 경북평생학습축제 작품전시 부문 장려상 수상
- 2012.12.07 제8회 경북평생학습상 교육기관 단체부문 최우수상 수상
- 2012.12.27 청소년 자원봉사활동 우수활동터전 감사패 수상
- 2013.11.21 청소년 자원봉사 부문 최우수상(여성가족부장관)
- 2014.09.28 제2회 경북평생학습박람회 작품전시부문 장려상 수상(경상북도교육감)
- 2016.11.22 청소년 자원봉사대회 활동터전 부문 표창
- 2018.01.01 경상북도교육청 구미도서관으로 명칭 변경(경상북도교육청 행정기구 설치 조례 제25조 2항)